# 배드민턴 명예의 전당
배드민턴 명예의 전당(Badminton Hall of Fame), 즉 세계 배드민턴 연맹(BWF) 명예의 전당은 말레이시아 쿠알라룸푸르에 위치해 있다. 배드민턴 스포츠에 선수와 기타 공헌자를 모두 기리는 상이다. BWF 명예의 전당은 전 세계 배드민턴 스포츠를 보존하고, 기념하고, 영감을 주는 것을 목표로 하는 비영리 단체이다.
미국 배드민턴 명예의 전당과 캐나다 배드민턴 명예의 전당도 있다.

## 회원
BWF 명예의 전당에 입성하는 것은 배드민턴의 최고의 영광이다. 이는 배드민턴 역사상 가장 중요하고 변혁적인 업적 중 하나로 개인의 업적과 공헌의 합계를 나타낸다. 선수나 기여자가 입회하려면 추천을 받아야 하며, BWF 거버넌스 위원회는 추천서를 최종 심의를 위해 BWF 이사회에 제출하기 전에 그들의 자격을 검토한다. 후보자는 최소 5년 동안 스포츠에서 은퇴한 배드민턴 동호회 회원이어야 한다. 그러나 거버넌스 위원회는 특별한 상황에서 여전히 스포츠에서 활동 중인 후보자를 고려할 것이다.